# Tapsaco
Tapsaco (greco antico: Θάψακος; Thapsakos; ebraico: תִּפְסַח; Tipsah) è stata un'importante città antica situata sulla riva destra del fiume Eufrate. Il suo nome deriva probabilmente da un verbo semitico, con il significato di "passare oltre" (pāsaḥ).

## Storia
Tapsaco è menzionata dagli scritti già molto anticamente, con il nome di Tiphsah: nell'Antico Testamento (1 Re 4, 24) viene posta al confine est del regno di Salomone. In epoca romana gli scrittori Plinio (Naturalis historia, V, 24) e Stefano di Bisanzio (s.v. Θάψακος) la localizzano in Siria, mentre Claudio Tolomeo (Geografia, V, 19) la ubica nell'Arabia deserta. Le varie tradizioni sono probabilmente dovute a motivi geografici: essendo Tapsaco una città di frontiera, il suo territorio poteva comprendere anche zone di più province. A Tapsaco era presente un importante passaggio per il fiume Eufrate, che venne utilizzato da Ciro il giovane prima della sconfitta del suo esercito nella battaglia di Cunassa (Senofonte, Anabasi, I, 4, 11). Meno di un secolo più tardi Tapsaco verrà passata da Dario III per incontrare Alessandro Magno in Cilicia e un'altra volta dopo la sconfitta di Isso, inseguito dal re macedone (Arriano, II, 13). La città viene frequentemente citata da Strabone nella sua Geografia, che, secondo l'autorità di Eratostene, la pone distante 4 800 stadi da Babilonia e 2 000 da Commagene, esattamente nel punto più a est della Mesopotamia.